# John Karlen
John Karlen (* 28. Mai 1933 in Brooklyn, New York City, New York; † 22. Januar 2020 in Burbank, Kalifornien), eigentlich John Adam Karlewicz, war ein US-amerikanischer Schauspieler.

## Leben
Karlen hatte ab 1957 erste Rollen in US-amerikanischen Fernsehserien. Zwischen 1959 und 1965 trat er in verschiedenen Broadwayproduktionen auf, darunter in zwei Originalproduktionen von Tennessee Williams sowie 1963 in Bertolt Brechts Der aufhaltsame Aufstieg des Arturo Ui. Bekanntheit erlangte er ab 1967 in seiner Rolle als Dieb Willie Loomis in der ABC Vampir-Daily Soap Dark Shadows. Bis 1971 wirkte er in 182 Episoden der Serie mit, in der er neben Willie Loomis auch weitere Figuren in Paralleluniversen und anderen Jahrhunderten innerhalb der Serie verkörperte. Er wirkte auch in dem 1970 gedrehten, auf der Serie basierenden Spielfilm Das Schloß der Vampire mit.
Im Anschluss an das Ende der Serie spielte er in einigen Horrorfilmen, sowie Gastrollen in verschiedenen Serienformaten. 1982 erhielt er eine Nebenrolle in der Kriminalserie Cagney & Lacey, die er bis zum Ende der Serie in 124 Episoden spielte und für die er 1986 mit dem Emmy-Award ausgezeichnet wurde: Er verkörperte Harvey Lacey, den freundlichen und bodenständigen Ehemann der von Tyne Daly gespielten Polizistin Mary Beth Lacey. In den 1990er Jahren wiederholte er diese Rolle in einigen Serienspecials, während er gleichzeitig seine Film- und Fernsehkarriere ausklingen ließ. Sein Schaffen umfasst mehr als 100 Film- und Fernsehproduktionen.
Karlen war von 1963 bis zur Scheidung 1998 mit Betty Karlen verheiratet, er hatte einen 1966 geborenen Sohn namens Adam aus der Ehe. John Karlen verstarb im Januar 2020 im Alter von 86 Jahren an Herzversagen.

## Filmografie (Auswahl)
- 1957: Kraft Television Theatre (Fernsehserie, 1 Folge)
- 1959: Gnadenlose Stadt (Naked City; Fernsehserie, 1 Folge)
- 1962: Kein Fall für FBI (The Detectives, Fernsehserie, 1 Folge)
- 1967–1971: Dark Shadows (Fernsehserie, 170 Folgen)
- 1970: Schloß der Vampire (House of Dark Shadows)
- 1971: Blut an den Lippen (Les lèvres rouges)
- 1973/1978: Kojak – Einsatz in Manhattan (Kojak; Fernsehserie, 2 Folgen)
- 1973: Das Bildnis des Dorian Gray (The Picture of Dorian Gray; Fernsehfilm)
- 1973: Frankenstein (Fernsehfilm)
- 1975/1976: Die Straßen von San Francisco (The Streets of San Francisco; Fernsehserie, 2 Folgen)
- 1975: Mannix (Fernsehserie, 1 Folge)
- 1976: Die Waltons (The Waltons; Fernsehserie, 1 Folge)
- 1976: Hawaii Fünf-Null (Hawaii Five-O; Fernsehserie, 1 Folge)
- 1977: Drei Engel für Charlie (Charlie's Angels; Fernsehserie, 1 Folge)
- 1978: Detektiv Rockford – Anruf genügt (The Rockford Files; Fernsehserie, 1 Folge)
- 1978: Barnaby Jones (Fernsehserie, 2 Folgen)
- 1979/1981: Vegas (Fernsehserie, 2 Folgen)
- 1979–1981: Quincy (Fernsehserie, 3 Folgen)
- 1979: Lou Grant (Fernsehserie, 1 Folge)
- 1979: Starsky & Hutch (Fernsehserie, 1 Folge)
- 1981: Tanz in den Wolken (Pennies from Heaven)
- 1982: Fame – Der Weg zum Ruhm (Fame; Fernsehserie, 1 Folge)
- 1982–1988: Cagney & Lacey (Fernsehserie, 124 Folgen)
- 1983: Der Feuersturm (The Winds of War; Fernseh-Miniserie, 1 Folge)
- 1984: Die Zeit verrinnt, die Navy ruft (Racing with the Moon)
- 1984: Impulse – Stadt der Gewalt (Impulse)
- 1986: Native Son
- 1989–1995: Mord ist ihr Hobby (Murder, She Wrote; Fernsehserie, 4 Folgen)
- 1990: Nightmare – Hotel des Grauens (Nightmare on the 13th Floor, Fernsehfilm)
- 1991: Canyon Cop (The Dark Wind)
- 1993: Surf Ninjas
- 1994: Cagney & Lacey – Tödlicher Kaviar (Cagney & Lacey: The Return; Fernsehfilm)
- 1994–1995: Verrückt nach dir (Mad About You; Fernsehserie, 3 Folgen)
- 1995: Cagney & Lacey – Wer im Glashaus sitzt (Cagney & Lacey: The View Through the Glass Ceiling; Fernsehfilm)
- 1995: Cagney & Lacey – Der Tote im Park (Cagney & Lacey: Together Again; Fernsehfilm)
- 1996: Cagney & Lacey: Und nichts als die Wahrheit (Cagney & Lacey: True Convictions; Fernsehfilm)

## Auszeichnungen
- 1985: Emmy-Nominierung für Cagney & Lacey
- 1986: Emmy für Cagney & Lacey
- 1987: Emmy-Nominierung für Cagney & Lacey